# The Black Swan
Albums de Story of the Year
In The Wake Of Determination
(2005) The Constant
(2010)
Singles
The Black Swan est le troisième album studio de Story of the Year. Il est sorti le 19 avril 2008.
L'album se classa 6e dans les charts rock britannique et 18e dans le Billboard 200. L'album s'est vendu à environ 21 000 exemplaires lors de sa première semaine.

## Liste des titres
1. Choose Your Fate - 3:34
2. Wake Up - 3:32
3. The Antidote - 4:00
4. Tell Me (P.A.C.) - 3:59
5. Angel In The Swamp - 4:29
6. The Black Swan - 3:45
7. Message To The World - 4:04
8. Apathy Is A Deathwish - 3:31
9. We'Re Not Gonna Make It - 4:03
10. Cannonball - 3:50
11. Terrified - 4:00
12. Pale Blue Dot (Interlude) - 1:06
13. Welcome To Our New War - 5:11

Bonus Track
1. The Truth Shall Set Me Free (iTunes) - 4:00
2. Never Let It Go (Pré-commande/Aus/Nz/Allemagne) 3:42
3. The Virus (The Antidote b-sides) - 4:02
4. Turn Up The Radio (Terrified b-sides) - 3:52
5. Save One (Wake Up b-sides) - 4:09

## Membres
- Dan Marsala - Chant
- Ryan Phillips - Guitare
- Philip Sneed - Guitare
- Adam Russell - Basse
- Josh Wills - Batterie